# Desmilitarização de Idlib (2018–2019)
A Desmilitarização de Idlib foi um acordo entre a Turquia e a Rússia para criar uma zona desmilitarizada na província controlada pela facções rebeldes de Idlib, e para ser patrulhada pelas forças militares turcas e russas. Em 17 de Setembro de 2018, o presidente russo Vladimir Putin e o presidente turco Recep Tayyip Erdoğan, chegaram a acordo para criar uma zona-tampão nas fronteiras de Idlib.

## Contexto
No início de 2018, após a derrota do Estado Islâmico (EI) no leste da Síria, o Governo Sírio e os seus aliados começaram a intensificar o seu assalto contra os grupos rebeldes no sudoeste. Após a Ofensiva de Beit Jinn em Janeiro e a Ofensiva no Leste de Qalamoun, combatentes rebeldes que se recusavam a reconciliação com o governo sírio foram evacuados para Idlib - nomeadamente 1500 de Qalamoun e 300 de Beit Jinn para Idlib e Daraa em Dezembro de 2017 e mais em Março de 2018. Ao mesmo tempo, combatentes da Oposição Síria e Tahrir al-Sham (HTS) renderam-se na província de Damasco e, cerca de 20.000 militantes, foram transportados para Afrin e Al-Bab. 
Nos finais de Julho de 2018, as forças governamentais capturaram todo o sul da Síria na sua ofensiva sobre a região e, mais uma vez, rebeldes que recusaram a reconciliação foram enviados para Idlib. 
Após esta ofensiva, as tropas governamentais começaram a mobilizar-se nos arredores da província de Idlib, e começou a bombardear os territórios rebeldes no início de Agosto. Por sua vez, as forças rebeldes começaram a montar posições defensivas e a escavar trincheiras para a ofensiva que se avizinhava.

## Bombardeamentos
A 4 de Setembro de 2018, cerca de 10 Sukhoi russos lançaram dezenas de ataques aéreos sob a zona leste e ocidental da província de Idlib, que deu origem ao maior bombardeamento aéreo na província. As forças russas focaram-se no distrito de Jisr al-Shughur e efectuou cerca de 50 a 70 ataques aéreos no primeiro dia, com fontes pró-governamentais a afirmarem que 11 civis morreram e 24 ficaram feridos durante os bombardeamentos. No dia seguinte, e de acordo com fontes ligadas às Forças Tigres, o seu líder, Major General Suheil al-Hassan, chegou à zona de Alepo para inspeccionar as tropas ali posicionadas. As forças russas e sírias retomaram os seus bombardeamentos no mesmo dia, incidindo nas mesmas zonas. 
Com os constantes ataques aéreos e o aproximar de uma possível ofensiva governamental, as Nações Unidas lançaram um aviso contra tal ofensiva ao afirmarem que tal iria por em perigo cerca de 100.000 combatentes rebeldes e, em especial, 3.000.000 de civis. A Turquia, como resposta, enviou tropas para as zonas rebeldes e avisou que uma possível ofensiva síria-russa iria ter graves consequências. A 13 de Setembro, foi anunciado que os presidentes da Rússia, Turquia e Irão se iriam encontrar em Sochi para discutir uma solução para Idlib.

## Acordo de Desmilitarização
A reunião trilateral (Turquia-Rússia-Irão) realizou-se a 16 de Setembro, e foi anunciado que as partes tinham chegado a um acordo. O acordo criava uma zona-tampão desmilitarizada para separar as forças governamentais e rebeldes, ao longo de 15 Km a 25 Km  e que iria entrar em efeito a 25 de Outubro. Tropas da Rússia e Turquia irão patrulhar a zona desmilitarizada, com as forças rebeldes e jihadistas a terem que se retirar ainda mais para a província de Idlib. O acordo celebrado também afirma que "todos os tanques, sistemas de lançamento de rockets múltiplos, artilharia e morteiros que pertençam às partes em conflito terão que ser retiradas da zona desmilitarizada até 10 de Outubro." No acordo, também estava incluído a reabertura das autoestradas M4 e M5, até ao final do ano, ligando respectivamente Lataquia e Damasco a Alepo.
O Partido Islâmico do Turquistão, a Organização dos Guardiões da Religião, Ansar al-Tawhid, Frente Ansar al-Din e Ansar al-Islam rejeitaram o acordo, pondo em risco a zona desmilitarizada, enquanto Tahrir al-Sham, grupo ligado à Al-Qaeda, emitiu uma posição ambígua no seu comunicado sobre o acordo.

## Reacções

### Supranacional
- Organização das Nações Unidas - As Nações Unidas congratularam o acordo, esperando que tal seja o início de uma solução política na Síria[30].

### Nacional
- Irão - O Ministro dos Negócios Estrangeiros Mohammad Javad Zarif em resposta à celebração do acordo escreveu no Twitter, "Diplomacia Funciona", acrescentando que as recentes visitas à Turquia e Rússia procuram um acordo para travar uma ofensiva militar "com um firme compromisso para o terrorismo extremista." O porta-voz do Ministério dos Negócios Estrangeiros descreveu o acordo como "um passo essencial e importante para remover os terroristas que restam na Síria."[31]
- Turquia - O Ministro dos Negócios Estrangeiros Mevlüt Çavuşoğlu, em resposta à forte oposição a aspectos do acordo por parte de grupos como Tahrir al-Sham, afirmou que drones turcos e russos iriam vigiar a zona, acrescentado que "A oposição moderada vai ficar no seu lugar, algo de grande importância. Um cessar-fogo será conduzido, a área não será atacada, e consequentemente não haverá lugar provocações contra outras zonas."[32]
- Estados Unidos - Presidente Donald Trump escreveu no Twitter avisou que uma possível ofensiva iria causar uma grande crise humanitária num post que dizia, "Presidente Bashar al-Assad da Síria não deve atacar de forma imprudente a província de Idlib. Os Russos e Iranianos estariam a cometer um grande erro humanitário. Milhares de pessoas  podem morrer. Não deixem isso acontecer!" Ele também disse noutra ocasião que tal iria deixar os Estados Unidos "Muito, muito zangados."[33] Em 26 de Setembro, Presidente Donald Trump disse no Conselho de Segurança das Nações Unidas que "a brutalidade do Regime Sírio é possibilitada pela Rússia e Irão" e acrescentou "Eu quero agradecer ao Irão, Rússia e Síria por - ao meu muito forte e urgente apelo - terem substancialmente terem reduzido o seu ataque na província de Idlib e os três milhões de pessoas que lá vivem em ordem para capturar 35.000 terroristas identificados. Apanhem os terroristas mas eu espero que contenção se mantenha. O mundo está a ver." bem como agradecendo a Turquia ao dizer, "Obrigado também à Turquia por ajudar a negociar esta contenção. Algo que os EUA possam fazer para ajudar a resolver este problema para salvar talvez até milhares de vidas, mesmo mais até, nós temos vontade e somos capazes. Nós estamos disponíveis para ajudar."[34]

### Doméstica
- República Árabe da Síria - O governo sírio congratulou-se com o acordo; apesar disto, responsáveis governamentais afirmaram à imprensa que iriam recuperar "todo o centímetro da Síria."[35] O embaixador sírio no Líbano afirmou que este acordou seria um teste para a habilidade da Turquia para cumprir as suas promessas[36].
- Oposição Síria - Mustafa Sejari, um oficial do Exército Livre Sírio disse aos jornalistas, "O acordo de Idlib preserva vidas de civis e o seu ataque directo por parte do regime. Enterra o sonho de Assad de impor o seu controlo total sobre a Síria." Ele acrescentou, "Esta área irá manter-se nas mãos do Exército Livre Sírio e irá forçar o regime e os seus apoiantes a começaram um processo político sério que leve a uma verdadeira transição que acabe com o mandado de Assad."[37] Mahmoud Abi, porta voz da Polícia Livre de Idlib (financiada pela Turquia), disse ao The Guardian, "Pessoas em Idlib pensam que isto é um bom acordo, eles estão esperançados e felizes com ele. Nós estamos gratos aos esforços da Turquia para travar o ataque da Rússia e Assad em Idlib. Apesar disto...nós não confiamos na Rússia acerca do acordo. Mas por agora isto é melhor que deslocamento ou bombardeamentos. O acordo é sobre a segurança da Turquia mas também salva a face de Putin e, por associação, de Assad, Irão recusou a sua participação neste ataque devido à sua má situação económica e ao seu mau exército. O regime de Assad é fraco e não tem capacidade de atacar sem a ajuda das milícias iranianas."[24]
- Federação Democrática do Norte da Síria - Ex-presidente da FDNS Salih Muslim Muhammad afirmou que a Turquia e a Rússia estavam a conspirar em enviar um exército de jihadistas de Idlib para Afrin com o objectivo de efectuar futuros ataques militares contra os curdos na Síria[38].
- Tahrir al-Sham - Rejeitou as condições do acordo a 19 de Setembro. Vários oficiais de alta patente, incluindo ulemás dos jihadistas, expressaram a sua insatisfação com os termos através dos seus canais no Telegram. Abu al-Fath al-Ferghali, um ulemá do HTS no Telegram, escreveu a 19 de Setembro, "que quem exige render a sua arma, quem quer que seja, é sem dúvida um inimigo, por entregar a sua arma é uma traição à religião, observando a palavra de Alá e o sangue dos mártires que se sacrificaram para a conseguir." Ele acrescentou, "Não há preocupação sobre render algo mais importantes que as nossas armas, que são os territórios libertados com o sangue das pessoas honestas. [...] A causa de preocupação é que o humano e o Gênio irão agir para dispersaram as linhas dos Mujahidin, criando dúvidas e justificando a submissão." Zaid al-Attar, outro oficial do HTS, postou no Telegram, "O nosso armamento é o nosso orgulho e honra, bem como a válvula de segurança para esta abençoada jihad; esta é a única garantia para a realização dos objectivos da Revolução de conseguir dignidade e liberdade, pois os nossos inimigos não conhecem outra linguagem senão a da força."[32] Apesar disto, nenhuma declaração oficial foi anunciada pelo grupo. A 14 de Outubro, Tahrir al-Sham publicou uma declaração oficial sobre intitulada "A Revolução não irá morrer", o acordo detalhou a posição do HTS que, após um período de consultas, anunciou o seu apoio ao acordo mas afirmando que o grupo não irá abandonar a Jihad nem que irão entregar as suas armas e agradeceu às pessoas que tinham dado apoio financeiro ao grupo[39].
- Jaysh al-Izza - Em 20 de Setembro, Jamil al-Salih, líder do grupo, postou no Twitter, após inicialmente ter rejeitado o acordo, o seu apoio ao escrever, "Tudo graças aos nossos irmãos Turcos que travaram aviões de guerra e bombardeiros de atacarem a nossa população civil e toda a vergonha e desgraça para aqueles que deixaram o povo Sírio no meio da rua e desiludiu mulheres e crianças,". O grupo é considerado um aliado chave de Tahrir al-Sham bem como uma facção fundamental do Exército Livre Sírio[40]. Mais tarde, a 29 de Outubro, o grupo voltou atrás e anunciou a sua rejeição ao acordo, após ter sido anunciado que a zona desmilitarizada só irá abranger território rebelde, e publicou uma declaração exigindo uma zona divida de forma igual entre governo e rebeldes. O grupo também se opôs à presença de forças Russas nos territórios rebeldes, e rejeitou a abertura das autoestradas previstas até que o governo Sírio liberte prisioneiros[41][42][43].
- Frente Ansar al-Din - Em 23 de Setembro, o grupo publicou uma declaração a condenar o acordo de Sochi, afirmando que era uma extensão do "desastroso" Acordo de Astana, bem como afirmando que este acordo era a destruição da Revolução.[44]
- Organização dos Guardiões da Religião - Em 22 de Setembro, o grupo publicou uma declaração intitulada "Sobre o Recente Tratado de Sochi (Dayton #2): Nós Não Ansiámos por Remover o Tirano e Ser Substituído por Outro Tirano." O documento disse que as forças mais terríveis se tinham unido para destruírem a Jihad na Síria, que já está a passar um momento frágil e que o acordo é uma conspiração para destruir os objectivos da Jihad na Síria. A declaração afirmava que estas forças ganharam com os seus papéis e partilham controlo e influência[45].
- Partido Islâmico do Turquestão, Jama'at Ansar al-Furqan in Bilad al Sham e Ajnad al-Kavkaz anunciaram a sua rejeição do acordo[46].

### Outros
- Hezbollah - Hassan Nasrallah, secretário geral do Hezbollah, disse num discurso televisivo na ocasião da Ashura, "Nós podemos assumir, após este acordo, que a Síria irá atravessar um fase calma mas nós iremos permanecer no país em acordo com o governo Sírio."[47]